# ショコラ (2000年の映画)
『ショコラ』（Chocolat）は、2000年のアメリカ合衆国・イギリスのコメディドラマ映画。監督はラッセ・ハルストレム、出演はジュリエット・ビノシュとジョニー・デップなど。ジョアン・ハリスの同名小説を映画化。
宗教と人間関係の複雑な絡み合い、そして大人の事情に飲み込まれている子供たち、また、愛する人を遠く思い続ける大人たちの感情が秘められた映画である。

## ストーリー
1959年、四旬節の断食の期間。フランスの小さな村に一組の母娘が北風とともにやってきた。その母ヴィアンヌと娘アヌークは、そのルーツである南米から受け継がれるチョコレートの効能を広めるため世界中を旅していて、この村でも老女アルマンドから借りた物件でチョコレート店を開店する。
周囲の好奇の目が向けられる中で店を開いたヴィアンヌは、一人一人の希望にぴったりと合うチョコレートを差し出し、その不思議なチョコレートの作用から村人達を惹きつけていく。とりわけ、夫の暴力に悩むジョゼフィーヌや、その奔放な性格のせいで厳格な娘から絶縁されているアルマンドにとっては、ヴィアンヌの明るく朗らかな人柄やチョコレートの美味しさと不思議な効果は、ひとときの安らぎとなるのであった。
教会のミサにも参加せず、私生児であるアヌークを連れたヴィアンヌの存在は、敬虔な信仰の体現者で村人にもそれを望む村長のレノ伯爵の反感を買ってしまう。この村は伝統と規律を守る厳格な村なのだ。レノは村人たちに、ヴィアンヌのチョコレート店を悪魔的で堕落したものだと説いて出入りを禁じ、またジョゼフィーヌの夫セルジュを信仰の力で更生させようと躍起になる。
そんなある日、村にジプシーの一団が船で流れ着く。レノによって村人たちから「流れ者」としてボイコットされる彼らと境遇を同じくするヴィアンヌは、そのリーダーである青年ルーと思いを交わす。そんな様子を知ったレノは、ますますヴィアンヌに対する風当たりを強めていく。
追い込まれたヴィアンヌはアルマンドに悩みを告白。自分の誕生パーティーを一緒に開こうというアルマンドの提案を受け、ヴィアンヌは多くの村人やジプシー達に声をかける。パーティーの席上でチョコレート料理を振る舞い、さらにはジプシーたちの船上で続きを行うことで村人たちとジプシーたちを繋げさせることに成功し明るさを取り戻すヴィアンヌであったが、その様子を見ていた村長とセルジュは彼女達に対する反感をより一層募らせていく。
ルーたちの船が何者かに放火される。アルマンドは糖尿病で急死する。居場所をなくしたヴィアンヌは嫌がるアヌークを連れて村を出ようとするが、店でジョゼフィーヌと村人たちがチョコレート作りに取り組んでいるのを見て思い留まる。船に放火したセルジュは自首しようとしたが、レノが村から追い出す。
復活祭の前日、ヴィアンヌを追い出すのに失敗したレノは、夜間の店に侵入し、ディスプレイ用のチョコレート像を叩き割るが、唇にチョコがついたのをきっかけにヴィアンヌのチョコをむさぼり、翌朝ヴィアンヌから飲み物を受けとる。復活祭のミサでアンリ神父は愛と寛容について説教する。村では復活祭が賑やかに行われ、ヴィアンヌのチョコが振る舞われた。
ヴィアンヌは持ち歩いていた母親の遺灰を北風に飛ばし、村に定住する。新しい船でルーがヴィアンヌを訪ねて来たところで物語は終わる。

## キャスト
| 役名           | 俳優                                 | 日本語吹替 | 日本語吹替   |
| 役名           | 俳優                                 | ソフト版   | 機内上映版   |
| -------------- | ------------------------------------ | ---------- | ------------ |
| ヴィアンヌ     | ジュリエット・ビノシュ               | 山像かおり | 八十川真由野 |
| アヌーク       | ヴィクトワール・ティヴィソル         | 本名陽子   | 西村ちなみ   |
| ルー           | ジョニー・デップ                     | 平田広明   | 森川智之     |
| レノ伯爵       | アルフレッド・モリーナ               | 稲垣隆史   |              |
| アルマンド     | ジュディ・デンチ                     | 麻生美代子 | 久保田民絵   |
| カロリーヌ     | キャリー＝アン・モス                 | 土井美加   |              |
| ジョゼフィーヌ | レナ・オリン                         | 野沢由香里 | 田村聖子     |
| セルジュ       | ピーター・ストーメア                 | 宗矢樹頼   | 長嶝高士     |
| アンリ神父     | ヒュー・オコナー                     |            | 檀臣幸       |
| ベスタ         | キャロル・ウィリアード               |            |              |
| オデル         | レスリー・キャロン                   | 定岡小百合 |              |
| ギヨーム       | ジョン・ウッド                       |            | 西川幾雄     |
| リュック       | オーレリアン・ベアレント・ケーニング | 大谷育江   |              |
| ナレーション   | タチヤーナ・ヤスコヴィッチ           | 鈴木弘子   |              |

- ソフト版︰VHS・DVD・BD収録。

その他出演︰平野稔、佐藤淳、林佳代子、石田圭祐、湯屋敦子、小野塚貴志、重松朋、水間真紀、出口佳代
演出：佐藤敏夫、翻訳：栗原とみ子、調整：亀田亮治、制作：ACクリエイト
- 機内上映版︰オンデマンド配信で使用。

## 作品の評価

### 映画批評家によるレビュー
Rotten Tomatoesによれば、117件の評論のうち高評価は62%にあたる73件で、平均点は10点満点中6点、批評家の一致した見解は「『ショコラ』は魅力的で軽快な寓話であり、ビノシュの演技が素晴らしい。」となっている。
Metacriticによれば、31件の評論のうち、高評価は22件、賛否混在は7件、低評価は2件で、平均点は100点満点中64点となっている。

### 受賞歴
| 賞                   | 部門                                     | 対象                             | 結果       |
| -------------------- | ---------------------------------------- | -------------------------------- | ---------- |
| アカデミー賞         | 作品賞                                   | 『ショコラ』                     | ノミネート |
| アカデミー賞         | 主演女優賞                               | ジュリエット・ビノシュ           | ノミネート |
| アカデミー賞         | 助演女優賞                               | ジュディ・デンチ                 | ノミネート |
| アカデミー賞         | 脚色賞                                   | ロバート・ネルソン・ジェイコブス | ノミネート |
| アカデミー賞         | 作曲賞                                   | レイチェル・ポートマン           | ノミネート |
| ゴールデングローブ賞 | 作品賞（ミュージカル・コメディ部門）     | 『ショコラ』                     | ノミネート |
| ゴールデングローブ賞 | 主演女優賞（ミュージカル・コメディ部門） | ジュリエット・ビノシュ           | ノミネート |
| ゴールデングローブ賞 | 助演女優賞                               | ジュディ・デンチ                 | ノミネート |
| ゴールデングローブ賞 | 作曲賞                                   | レイチェル・ポートマン           | ノミネート |
| 全米映画俳優組合賞   | キャスト賞                               | 『ショコラ』                     | ノミネート |
| 全米映画俳優組合賞   | 主演女優賞                               | ジュリエット・ビノシュ           | ノミネート |
| 全米映画俳優組合賞   | 助演女優賞                               | ジュディ・デンチ                 | 受賞       |
| 英国アカデミー賞     | 主演女優賞                               | ジュリエット・ビノシュ           | ノミネート |
| 英国アカデミー賞     | 助演女優賞                               | ジュディ・デンチ                 | ノミネート |
| 英国アカデミー賞     | 助演女優賞                               | レナ・オリン                     | ノミネート |
| 英国アカデミー賞     | 脚色賞                                   | ロバート・ネルソン・ジェイコブス | ノミネート |
| 英国アカデミー賞     | 撮影賞                                   | ロジャー・プラット               | ノミネート |
| 英国アカデミー賞     | プロダクションデザイン賞                 | デイビット・グロップマン         | ノミネート |
| 英国アカデミー賞     | 衣装デザイン賞                           | レニー・エールリッヒ・カルフス   | ノミネート |
| 英国アカデミー賞     | メイクアップ＆ヘア賞                     | ナオミ・ドネ                     | ノミネート |
| 全米美術協会賞       | プロダクションデザイン賞                 | 『ショコラ』                     | 受賞       |
| ヨーロッパ映画賞     | 主演女優賞                               | ジュリエット・ビノシュ           | 受賞       |
| グラミー賞           | 作曲賞（映画部門）                       | レイチェル・ポートマン           | ノミネート |